# Ганна Марієн
Ганна Марієн  (нід. Hanna Mariën, 16 травня 1982) — бельгійська легкоатлетка, олімпійська медалістка.
На Пекінській Олімпіаді естафетна команда Бельгії в бігу 4 по 100 метрів фінішувала другою, але їм були присуджені золоті медалі через дискваліфікацію російської команди. 

## Виступи на Олімпіадах
| Олімпіада  | Дисципліна              | Місце |
| ---------- | ----------------------- | ----- |
| Пекін 2008 | естафета 4 x 100 метрів | 1     |